# Тремтіння землі
«Тремтіння землі» (англ. Tremors) — американський комедійний фільм жахів Рона Андервуда, знятий 1990 року.
У фільмі йдеться про жителів містечка, розташованого в пустелі, що одного разу опиняються в оточенні величезних підземних червів, грабоїдів.
Фільм отримав схвалення критиків, але зібрав мало грошей у кінотеатральному прокаті. Подальший випуск для домашнього відео забезпечив йому декілька продовжень.

## Сюжет
Валентайн «Вал» Маккі та Ерл Бассетт — різноробочі, що працюють у містечку Перфекшн, штат Невада. Містечко розташоване в пустелі, нічим не примітне та нікого не цікавить. Їдучи з одного місця роботи на інше, вони зустрічають аспірантку Ронду Лебек, яка згадує про дивні показники сейсмографів у цьому регіоні. Вал та Ерл втомлюються від своєї роботи та їдуть шукати кращу до найближчого міста Біксбі. Вони виявляють труп чоловіка, Едгара Дімса, на верхівці вежі електропередач. Міський лікар Джим Воллес робить висновок, що Едгар помер від зневоднення, оскільки боявся спуститися на землю.
Пізніше невідома істота вбиває пастуха Фреда та його отару овець. Вал і Ерл знаходять його відділену голову і вважають, що в околицях орудує серійний вбивця. Двоє будівельників ігнорують попередження Вала та Ерла й гинуть від нападу тієї самої істоти. Вона обвиває задню вісь пікапа Вала й Ерла, але друзі виявляють істоту мертвою вже по поверненню в Перфекшн.
Вночі старий Воллес і його дружина виявляють зникнення електрогенератора і їх затягує під землю чудовисько. Вал і Ерл позичають коней, щоб поїхати до Біксбі за допомогою. Коли вони просуваються далі, з-під землі виривається змієподібна істота, що виявляється одним зі щупалець підземного черв'яка. Чоловіки переслідують чудовисько, поки воно не розбивається об бетонну стіну каналу. Ронда робить висновок, що існує ще принаймні три інших черв'яка в цьому районі. Ронда, Вал і Ерл опиняються в пастці на скупченні каміння серед пустелі та припускають, що істоти полюють, орієнтуючись на вібрації землі. Потім тріо знаходить кілька жердин і використовує їх, щоб перестрибнути на інші камені та зрештою дістатися до вантажівки Ронди й утекти.
Коли троє повертаються до Перфекшна, вони роблять висновок, що істоти, яким дали назву «грабоїди», просуваються до містечка. Грабоїди вбивають власника крамниці Волтера Чанга. Решта жителів ховаються на дахах міста. Тим часом подружжю Гаммерів вдається вбити одну з істот, ненавмисне заманивши її до свого складу зброї в підвалі. Інші двоє черв'яків атакують фундамент будівлі, перекидаючи трейлер, що належить Нестору, перш ніж затягнути його та зжерти.
Ерл, Ронда та Мігель відволікають увагу чудовиськ, а Вал захоплює гусеничний навантажувач і прив'язує до нього причеп, щоб доставити вцілілих людей до гірського хребта. Дорогою грабоїди створюють пастку, в якій навантажувач застрягає. Люди рятуються на валунах поблизу. Вони хитрощами змушують одного грабоїда проковтнути саморобну бомбу, але другий випльовує бомбу і вона знищує весь запас вибухівки.
Вал провокує останнього грабоїда переслідувати його до краю скелі, а потім приманює істоту останньою бомбою до краю урвища. Грабоїд падає в урвище та розбивається. Група повертається до міста, де вони викликають владу, щоб розпочати розслідування, а Ерл заохочує Вала почати романтичні стосунки з Рондою.

## Персонажі
| Персонаж       | Актор/Актриса  |
| -------------- | -------------- |
| Вал Маккі      | Кевін Бейкон   |
| Ерл Бассет     | Фред Ворд      |
| Ронда Лебек    | Фін Картер     |
| Берт Гаммер    | Майкл Грос     |
| Хезер Гаммер   | Реба Макінтайр |
| Волтер Чанг    | Віктор Вонг    |
| Мелвін Плаг    | Бобі Джейкобі  |
| Нестор         | Річард Маркус  |
| Ненсі Стернгуд | Шарлот Стюарт  |
| Мігель         | Тоні Дженарос  |
| Мінді Стернгуд | Аріана Річардс |
| Едгар          | Саншайн Паркер |
| Джим           | Конрад Бачман  |
| Меган          | Бібі Беш       |

## Створення

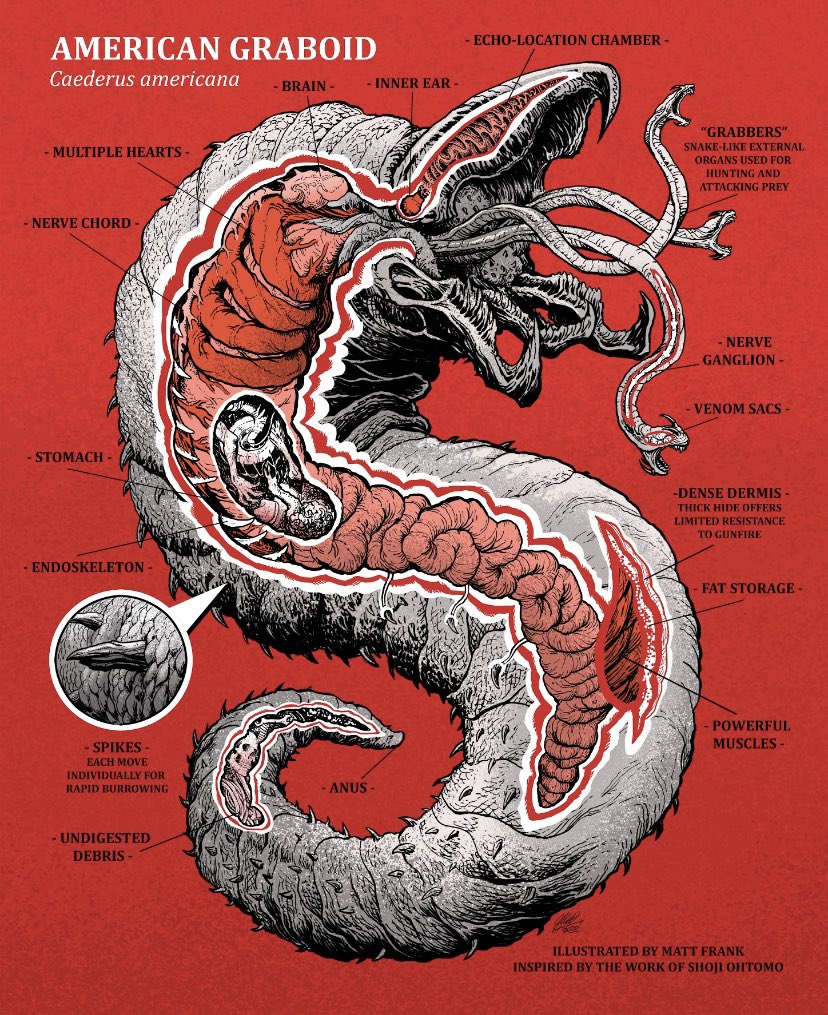
Будова грабоїда

Ідея фільму спала на думку його співавтору С. С. Вілсону під час роботи в пустелі Каліфорнії для ВМС США. Відпочиваючи на великому камені, Вілсон уявив, що було б, якби підземний хижак змусив його залишатися там на невизначений час. «Дюна» Френка Герберта також згадується як джерело натхнення для «Тремтіння землі» завдяки підземним піщаним червам, які живуть у пустелі. Назвами для фільму розглядалися «Під Перфекшеном», «Земляні акули» та «Мертва тиша». Оригінальний сценарій починався з того, що на стару жінку Віолу нападав з-під підлоги грабоїд у її будинку. Віолу потім виключили зі сценарію.
Дизайн грабоїдів змінювався впродовж роботи над фільмом. Спершу передбачалося, що з сухої шкіряної оболонки висовуватиметься слизький черв'як. Але від цієї ідеї відмовилися, бо такий дизайн нагадував фалос. Також спочатку грабоїди повинні були імітувати звуки, щоб приманювати жертв. Муляжі грабоїдів розробила студія спецефектів Amalgamated Dynamics. Зброя, яку Берт використовує у фільмі, — це дробовик Darne 8-го калібру, який продюсери орендували у приватного колекціонера зброї. У фільмі він стріляє набоями з латуні.
Композитор Роберт Фолк був найнятий, щоб внести зміни в оригінальну партитуру Ернеста Траста, яку студія вважала недостатньо хвилюючою. Музика кантрі-вестерну Траста використовується під час легких, оптимістичних моментів у фільмі, тоді як більш інтенсивні композиції Фолка використовувалися під час напружених сцен. Звукові ефекти пронизливого ревіння підземних грабоїдів декілька разів застосовувалися в інших фільмах: «Москіт» (1995), «Зоряний десант» (1997), «Мураха Антц» (1998), «Конг: Острів Черепа» (2017).
Фільм отримав рейтинг «R» від MPAA за присутність лайливих слів. Замість того, щоб переписувати діалоги та перезнімати сцени заново, у постпродакшні було використано накладений дубляж з евфемізмами, щоб зменшити рейтинг. На американському плакаті та обкладинці відеокасети було зображено щупальце грабоїда замість самої істоти через бажання творців фільму тримати вигляд грабоїдів у таємниці до прем'єри.
Оригінальний фінал сильно відрізнявся від того, що показано в остаточній версії. У сценарії Вал і Ерл вирушали до Біксбі, але розуміли, що залишили запальничку в Перфекшені, у Ронди, тому поверталися в містечко. На тестових переглядах такий фінал було визнано неприйнятним і змінено на той, що в фінальній версії. Первісний варіант можна знайти на бонусних DVD-матеріалах.

## Сприйняття
«Тремтіння землі» було схвалено критиками за різноманітність акторського складу, гумор, оригінальних ворогів і нетиповий підхід до створення атмосфери небезпеки. Фільм отримав 88 % схвальних рецензій на агрегаторі Rotten Tomatoes з середньою оцінкою 7,20/10. Консенсус критиків стверджує: «Прихильне повернення до стилю створінь 1950-х років, „Тремтіння землі“ відновлює його жанрові тропи завдяки чудово збалансованому поєднанню жахів і гумору».
Річард Гаррінгтон у газеті «The Washington Post» похвалив, що на відміну від більшості тогочасних фільмів жахів, «Тремтіння землі» відбувається на відкритому повітрі та під яскравим сонячним світлом. Грабоїди, за визначенням критика, люті, але не особливо жахливі, поперемінно дурні й кмітливі. «Тремтіння землі» наслідує фільми категорії «Б» 1950-х років і є рідкісним прикладом фільму жахів, який підходить для сімейної аудиторії.
Майкл Вілмінгтон у «Los Angeles Times» погодився, що «Тремтіння землі» вирізняється яскравим освітленням і оригінальними чудовиськами. Справа більше не в дизайні, а в тому, що люди здебільшого приймають безглузді рішення, а черв'яки демонструють хитрість і стійкість, що робить їх цікавішими ворогами, ніж більшість чудовиськ у інших фільмів жахів. В фільмі немає нічого особливо огидного чи надмірно кривавого, це «добре виконаний кіч» з мораллю «якщо ми всі об'єднаємося, ми зможемо пережити будь-яку катастрофу».
З бюджетом у $10 млн доларів, фільм провалився в прокаті, заробивши лише $16 млн. Однак, він добре продавався в версіях для домашнього відео, що забезпечили йому низку продовжень.